# Ernest Haller
Ernest Haller (* 31. Mai 1896 in Los Angeles; † 21. Oktober 1970 in Marina del Rey, Kalifornien) war ein US-amerikanischer Kameramann.

## Leben
Haller begann seine Karriere 1914 als Schauspieler für die Biograph Studios. In diesen Anfangsjahren des Films waren die Werdegänge des neuen Mediums noch nicht geregelt und so kam er wohl durch die für die damaligen Zeiten typische Mischung von Interesse, Zufall und Chance zur Kameraarbeit. Schon bald wurde er bekannt für den sensiblen Umgang mit Licht und Schatten und stieg seit Mitte der 1930er zum Chefkameramann von Warner Brothers auf. Dort war er unter anderem für die meisten Filme von Bette Davis verantwortlich. Besonders seine Lichtführung bei Solange ein Herz schlägt aus dem Jahr 1945 sollte stilbildend – und namensgebend – für den Film noir werden. Haller tauchte die melodramatische Geschichte um eine ambitionierte Mutter, gespielt von Joan Crawford, die für ihre Tochter den gesellschaftlichen Aufstieg wagt, durch seitliche Lichtführung und akzentuierte Hinterlichter in harte Hell-Dunkel-Kontraste (low key), die in radikalem Widerspruch zu der sonst in Hollywood, noch aus der Theaterlichtführung tradierten, üblichen hellen Ausleuchtung mit viel Oberlicht standen.

## Filmografie (Auswahl)
- 1926: Abenteuer in New York (The Wilderness Woman)
- 1929: Weary River
- 1929: Drag
- 1930: Der Flüchtling (The Lash)
- 1931: Verhängnis eines Tages (24 Hours)
- 1931: The Woman from Monte Carlo
- 1932: Street of Women
- 1932: Die große Pleite (The Crash)
- 1933: The House on 56th Street
- 1933: Abenteuer in zwei Erdteilen
- 1933: Kaiser Jones (The Emperor Jones)
- 1933: Panik im Zoo (Murders in the Zoo)
- 1934: British Agent
- 1935: Unter Piratenflagge (Captain Blood)
- 1937: Ordnung ist das halbe Leben (The Great O’Malley)
- 1937: The Great Garrick
- 1938: Liebe zu viert (Four’s a Crowd)
- 1938: Vater dirigiert (Four Daughters)
- 1938: Jezebel – Die boshafte Lady (Jezebel)
- 1939: Ich war ein Spion der Nazis (Confessions of a Nazi Spy)
- 1939: Opfer einer großen Liebe (Dark Victory)
- 1939: Vom Winde verweht (Gone With The Wind)
- 1939: Die wilden Zwanziger (The Roaring Twenties)
- 1939: Zwölf Monate Bewährungsfrist (Invisible Stripes)
- 1940: Keine Zeit für Komödie (No Time for Comedy)
- 1940: Hölle, wo ist dein Sieg (All This, and Heaven Too)
- 1941: Die Braut kam per Nachnahme (The Bride Came C.O.D.)
- 1941: Herzen in Flammen (Manpower)
- 1941: Blues in the Night
- 1942: Unser trautes Heim (George Washington Slept Here)
- 1942: The Gay Parisian (Kurzfilm)
- 1943: Der Pilot und die Prinzessin (Princess O’Rourke)
- 1943: Cavalcade of Dance (Kurzfilm)
- 1945: Solange ein Herz schlägt (Mildred Pierce)
- 1945: Rhapsodie in Blau (Rhapsody in Blue)
- 1945: Das Spiel mit dem Schicksal (Saratoga Trunk)
- 1946: Humoreske (Humoresque)
- 1946: Devotion (1943 gedreht)
- 1946: Die große Lüge (A Stolen Life)
- 1946: Hier irrte Scotland Yard (The Verdict)
- 1947: Ehebruch (The Unfaithful)
- 1949: Mein Traum bist Du (My Dream Is Yours)
- 1949: Tritt ab, wenn sie lachen (Always Leave Them Laughing)
- 1950: Des Teufels Pilot (Chain Lightning)
- 1950: Der Rebell (The Flame and the Arrow)
- 1950: Todfeindschaft (Dallas)
- 1951: Romanze mit Hindernissen (On Moonlight Bay)
- 1952: Monsun (Monsoon)
- 1953: Die Maharani von Dschansi (Jhansi Ki Rani)
- 1955: Frauen um Richard Wagner (Magic Fire)
- 1955: … denn sie wissen nicht, was sie tun (Rebel Without a Cause)
- 1958: Der Mann aus dem Westen (Man of the West)
- 1959: Die Madonna mit den zwei Gesichtern (The Miracle)
- 1961: Panzer nach vorn (Armored Commando)
- 1962: Was geschah wirklich mit Baby Jane? (Whatever Happened to Baby Jane?)
- 1963: Lilien auf dem Felde (Lilies of the Field)
- 1964: Der schwarze Kreis (Dead Ringer)

## Auszeichnungen
Haller wurde siebenmal für den Oscar nominiert und erhielt ihn 1940 für seine Arbeit an dem im Vorjahr entstandenen Klassiker Vom Winde verweht.